# Système de zones humides de Lista
Le système de zones humides de Lista est un site ramsar norvégien situé dans la commune de Farsund, Agder. Le système repose sur un total de dix aires protégées. La zone comprend : baies peu profondes sur la côte, paysages de dunes de sable,  marais et zones marécageuses, lacs peu profonds et riches en biodiversité.
Ces différentes zones ont depuis 1996  le statut de site ramsar, en raison de leur importance pour les oiseaux migrateurs.
Les dix aires sont :
- Réserve naturelle de Røyrtjønn, créée le 10 novembre 1988 – 0,088 km2
- Zone de protection animalière de Fuglevika, créée le 28 août 1987 – 0,141 km2
- Zone de protection des oiseaux de Nordhasselvika, créée le 28 août 1987 – 1,359 km2
- Réserve naturelle de Nesheimvann, créée le 10 novembre 1988 – 1,491 km2
- Zone de protection du paysage de Hanangervann og Kråkenesvann, créée le 10 novembre 1988 – 2,572 km2
- Zone de protection animalière de Havika, créée le 28 août 1987 – 0,639 km2

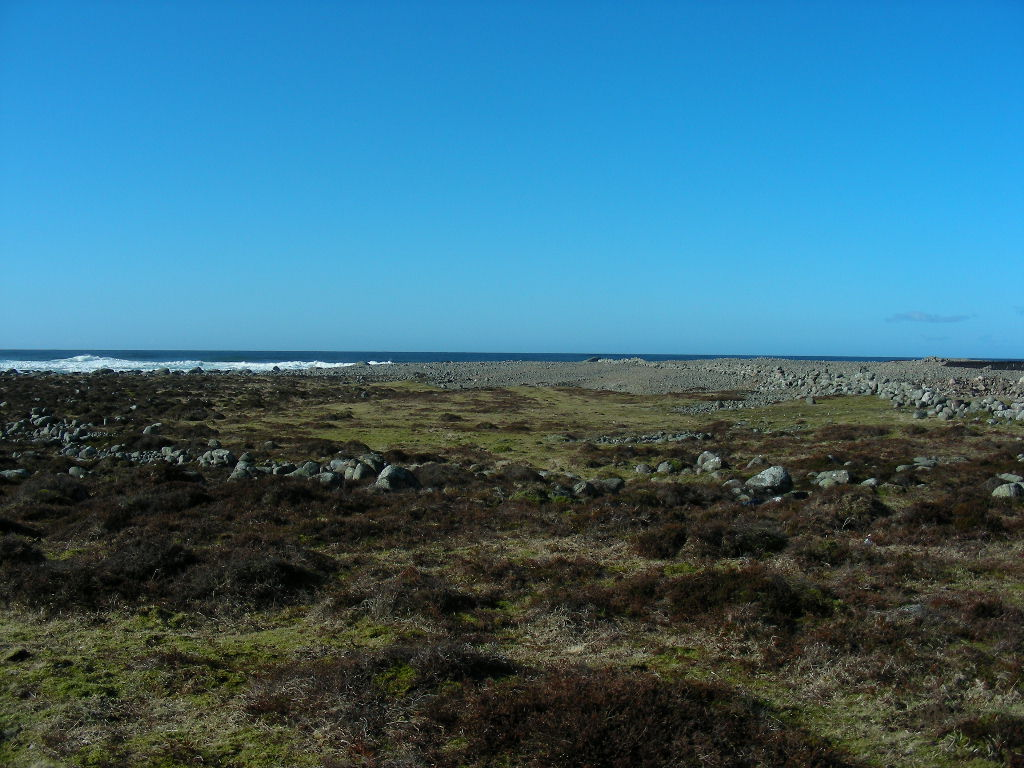
Steinodden

- Zone de protection de la faune et de la flore d'Einarsneset, créée le 28 août 1987 – 1,409 km2
- Zone de protection animalière de Prestvannet, créée le 10 novembre 1988 – 0,342 km2

- Zone de protection de la flore de Kviljo, créée le 28 août 1987 – 0,799 km2 et Zone de protection de la faune et de flore de Kviljo, créée le 28 août 1987 – 3,008 km2
- Zone de protection animalière de Steinodden, créée le 28 août 1987 – 2,26 km2 et Zone de protection de la faune et de la flore de Steinodden, créée le 28 août 1987 – 0,235 km2

La réserve naturelle, nouvellement créée,  de Slevdalsvan (2005) est également proposée comme une partie du système de zones humides.